# Ducado de Nemours
Originalmente Nemours fue un condado francés que, tras la adquisición de Felipe el Temerario en 1274, fue elevado en París, el 9 de junio de 1404 al rango de ducado (dentro de los pares de Francia) por el rey Carlos VI de Francia y entregado a Carlos III el Noble, rey de Navarra, a cambio de la ciudad de Cherburgo que había arrebatado en 1399 a Ricardo II de Inglaterra y de su renuncia expresa sobre posibles derechos respecto al condado de Champaña y demás dominios patrimoniales franceses que se le habían confiscado en 1378 a Carlos II de Navarra.

Mapa de Francia en 1477. El ducado de Nemours se sitúa cerca de París, al sureste de la capital.

## Señores de Nemours
- 1120 - 1148: Orson o Urs(i)on I de Château-Landon, 1 señor de Nemours[2][3] hijo del vizconde Foulques de Gatinés y Château-Landon.[4] Orson se casó con Aveline de Montfaucon-en-Berry conocida como Tracy (Treuzy ?; probablemente descendía por línea femenina de Châtillon-sur-Loing - Gien - Donzy: cf. los artículos Montfaucon y Renaud —su posible tío materno— con referencias). Su padre, el vizconde Foulques († después de 1122, quizás alrededor de 1147, cruzó Palestina, como su hijo Orson: pero es también el caso de Hervé, el hijo de Orson, que haría desaparecer en Palestina a tres generaciones de cruzados...) era bisnieto de Hugues du Perche y Béatrice de Mâcon, condesa de Gatinés, porque:
  - Ancestros: el 2 hijo de Béatrice de Mâcon-Gâtinais y Hugues du Perche, Liétaud I de Yèvre († alrededor de 1050), es padre de Liétaud II († alrededor de 1082), él mismo padre de Foulques, vizconde de Gatinés y Château-Landon, y también señor de Yèvre que tuvo que ceder hacia 1112 al rey Luis VI. Una mujer de Foulques es Biote (= Elisabeth ?) de Rochefort, hija de Gui I de Rochefort - Montlhéry, que parece ser la madre de Orson
  - los hermanos de urson: - Guillaume, presunto descendiente de los vizcondes de Fessard (St-Maurice); y - Guy I († después de 1154), vizconde de Château-Landon y Gatinés, padre del vizconde Guy II († después de 1179), él mismo padre del vizconde Frédéric
- 1148 - 1174: Aveline de Château-Landon (nacida hacia 1130/1140-† 1196), hija de Orson y Aveline de Montfaucon, heredera de Nemours desde la muerte de su hermano Hervé hacia 1147 en Palestina, casada hacia 1150 con Gautier de Villebéon[5] († 1205; de los Le Riche, señores de Beaumont-en-Gâtinais, Villemomble y La Chapelle; hermano del arzobispo Étienne, † 1173), miembro también de la Segunda Cruzada, gran chambelán, señor de Villebéon y Tournanfuye, y de Nemours en nombre de su esposa (es el verdadero fundador de Nemours, que recibió un fuero de franquicias y donde levantó el castillo y la iglesia de Saint-Jean-Baptiste hacia 1170).
- 1174 - 1191: Philippe I de Villebéon (alrededor de 1150/1155-† 1191 Acre), su hijo, chambelán real, x alrededor de 1172/1175 Aveline, † 1191, hija de Joscelin II, vizconde de Melun y Alpaïs. sus hermanos:
  - - Orson/Urson (II), † 1233, chambelán real, señor de Brécy y Obsonville, vizconde de Méréville y Audeville por su matrimonio hacia 1180 con Liesse de Méréville: cepa (Orson I) de Nemours-Villebéon-Méréville, incluido su hijo Guy de Méréville abajo (esposo de Isabelle de Pithiviers d'Aschères), y su hija Marguerite d'Obsonville (x Eudes II de Sully - Beaujeu);
  - - Gauthier (II) <i id="mwgQ">el Joven</i> de Villebéon, † hacia 1219/1220 en Siria, gran chambelán, que continúa los señores de Villebéon;
  - - Jean de Nanteau/Nanteuil, † 1210, x Marie (casada de nuevo con Ferry III de Palaiseau), linaje de los señores de Nanteau-sur-Lunain;
  - - Étienne, obispo de Noyon en 1188-1221; - Pierre, obispo de París en 1208-1219; y - Guillaume, obispo de Meaux en 1214-1221
- 1191 - 1222: Gauthier II de Villebéon, † alrededor de 1221/1222, hijo de Philippe I, x 1195 Marguerite, hija de Aubert III de Pithiviers d'Aschères y Rougemont (la hermana de Marguerite, Isabelle/Isabeau de Pithiviers, se casó con Guy en 1218 de Méréville, hijo de Orson II arriba; viuda de Aubert, su madre Perséïs/Persois se convirtió en 1198 en la 2 esposa de Gautier de Villebéon, viudo de Aveline de Nemours). → Entre los hermanos de Gautier II: - Agnès, † 1213, x 1195/1200 Guillermo IV de Milly; y - Isabelle/Aveline, nacida alrededor de 1191, x alrededor de 1206 el 2 mariscal de Francia Henri Clément
- 1222 - 1255: Philippe II de Villebéon, † 1255, su hijo, señor de Nemours y Guercheville, x 1° Marguerite, † av. 1225, hija de Geoffroi II Léventé du Plessis-St-Jean, 2° hacia 1232 Eglantine, y 3° Isabelle de La Haye - Passavant. → Su hermana Aveline de Buisson se casó en 1224 con su primo hermano, el 5 mariscal de Francia, Jean Clément.
- 1255 - 1270: Gauthier III de Villebéon, † 1270 cruzado en Cartago, su hijo, nacido del 1.
- 1270 - 1274: Felipe III de Villebéon, † ad. 1275, su medio hermano, nacido el 2: Posteridad ? → En sus hermanos:
  - - Jean, † alrededor de 1282/1285, segundo nacido, canónigo de St-Martin señor de Guercheville, co-señor de Nemours;
  - y - Gauthier d'Aschères, † 1288, nacido de 3°, x 2° Clémence de Dreux-Beu, de donde 3 hijas † ap. 1312: - Blanche y - Mathilde/Mahaut de Nemours (nacida más bien de una 1 esposa de nombre desconocido de Gautier), sin duda esposas respectivamente de Guillaume d' Angis y Renaud II, dos hijos del mariscal Renaud de Pressigny-Laleu, Marans y Mauzé (las genealogías tradicionales les dan respectivamente esposas de Guillaume IV de Pressigny - V de Ste-Maure y de su hermano menor Pierre I de Montgauger, pero este último en realidad tuvo otras esposas); y (del 2º) - Isabelle de Nemours, x Pierre/Hervé de Varennes (hijo del I almirante de Francia, Florent de Varennes ?).

El señorío de Nemours fue vendido por la familia Nemours-Villlebéon (Felipe III en particular) al rey Felipe III el Temerario en 1274 y 1276. Pasó así a la Corona, y a partir del siglo XV, el rey lo estableció como ducado en 1404, como prerrogativa de los poderosos.

## Duques de Nemours (1404-1970)

### Casa de Évreux-Navarra
- 1404 - 1425: Carlos III el Noble (1361-1425), nieto del rey Felipe III, rey de Navarra de 1387 a 1425 y conde de Évreux de 1387 a 1404.

1425, a la muerte de Carlos el Noble, el ducado fue tomado por Enrique VI, rey de Francia y de Inglaterra, luego devuelto a su hija Blanca, tras homenaje el 22 de abril de 1428.
- 1428 - 1441: Blanca I y su marido Juan II de Aragón, monarcas de Navarra.

En 1442, poco después de la muerte de Blanca I, el rey de Francia Carlos VII, victorioso sobre los ingleses, unió Nemours al dominio real.

### Casa de Borbón-La Marche
- 1461 - 1464: Leonor de Borbón-La Marche (1412 † después de 1464), sobrina del anterior, hija de Jacques II de Borbón, rey consorte de Nápoles, conde de La Marche y Castres, y de Beatriz de Evreux-Navarra, hija de Carlos III de Navarra.

casada en 1429 con Bernard d'Armagnac (1400 † 1462), conde de Pardiac.
Acreedores de los soberanos navarros, iniciaron un pleito relativo a las rentas de Nemours.

### Casa de Armagnac
- 1464 - 1477: Jaime de Armagnac († 1477), hijo del anterior

casado con Luisa de Anjou (1445 † 1477).

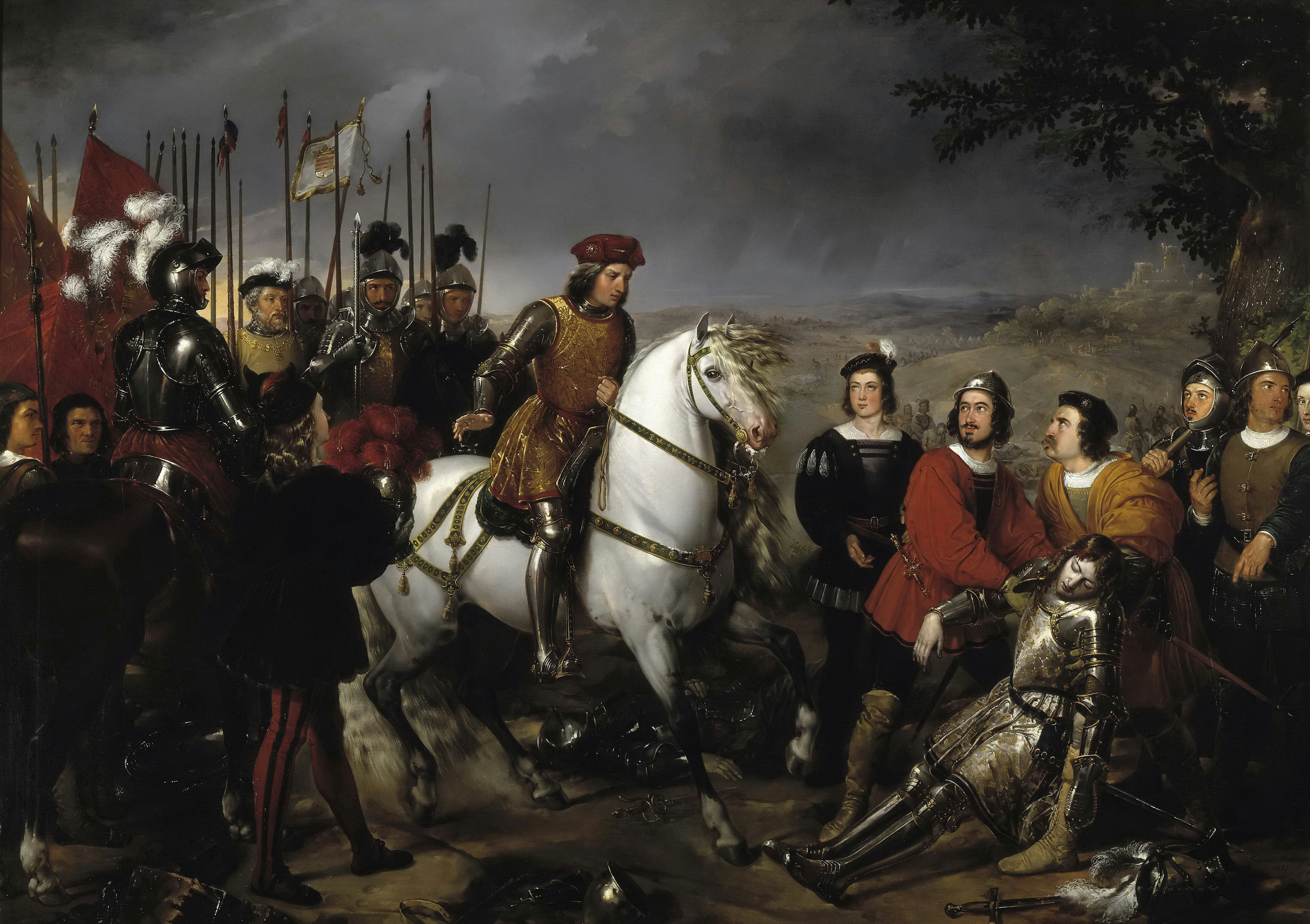
Gonzalo Fernández de Córdoba (1453-1515), conocido como "el Gran Capitan", contemplando el cadáver de Luis de Armagnac, Duque de Nemours, comandante del ejército francés en la batalla de Ceriñola, en la que el ejército francés resultó derrotado y el Duque de Nemours perdió la vida. Obra de Federico de Madrazo (1853).

En 1477, Jaime de Armagnac fue juzgado por traición y ejecutado bajo Luis XI. Sus propiedades fueron confiscadas, pero el rey Carlos VIII devolvió Nemours a su hijo, Juan de Armagnac, en 1483.
- 1484 - 1500: Juan de Armagnac (1467 -1500), hijo mayor de Jacques y Louise d'Anjou.
- 1500 - 1503: Luis de Armagnac (1472 -1503), hijo menor de Jacques y Louise d'Anjou.

A su muerte, Nemours volvió a la Corona (1657 - 1689 Luis XIV).

### Casa de Foix
En 1507, el rey Luis XII se lo regaló a su sobrino Gastón de Foix:
- 1507 - 1512: Gastón de Foix (1489 † 1512), conde de Étampes y duque de Nemours, hijo de Juan de Foix, conde de Étampes, y María de Orleans.

### Casa de Medici
En 1515, el rey Francisco I se lo regaló a Juliano de Médicis:
- 1515 - 1516: Juliano II de Médicis (1478 † 1516), tío abuelo de Catalina.

### Casa de Saboya
1528, el rey Francisco I lo regala a Felipe de Saboya.:
- 1528 - 1533: Felipe de Saboya-Nemours (1490 † 1533)

casada en 1528 con Charlotte de Orléans-Longueville (1512 † 1549)
- 1533 - 1585: Jacques de Savoie-Nemours (1531 † 1585), hijo del anterior

casado en 1566 con Anne d'Este (1531 † 1607).
- 1585 - 1595: Charles-Emmanuel de Savoie-Nemours (1567 † 1595), hijo del anterior
- 1595 - 1632: Enrique I de Saboya-Nemours (1572 † 1632), hermano del anterior

casada en 1618 con Ana de Lorena, duquesa de Aumale (1600 † 1638).
- 1632 - 1641: Luis de Saboya-Nemours (1615 † 1641), hijo del anterior
- 1641 - 1652: Carlos Amadeo de Saboya-Nemours (1624 † 1652), hermano del anterior

casada en 1643 con Isabel de Borbón-Vendôme, mademoiselle de Vendôme, hija de César (1614 † 1664)
- 1652 - 1657: Enrique II de Saboya-Nemours (1625 † 1659), arzobispo de Reims, hermano del anterior

casado en 1657 con María Ana de Orleans-Longueville, duquesa de Estouteville (1625 † 1707)

### Casa de Orleáns
El rey Luis XIV se lo regaló en 1672 a su hermano Felipe de Francia (1640-1701), duque de Orleans. Luego pasó a sus descendientes hasta la abolición de los títulos nobiliarios en 1790 (fueron restituidos en 1814):
- 1672 - 1701: Felipe de Francia (1640 - 1701), hijo del rey Luis XIII.
- 1701 - 1723: Felipe II de Orleans [6] (1674 - 1723), conocido como «el regente», hijo del anterior.
- 1723 - 1752: Luis I de Orleans (1703 - 1752), hijo del anterior.
- 1752 - 1785: Luis Felipe de Orleans (1725 - 1785), hijo del anterior.
- 1785 - 1790: Luis Felipe II de Orleans (1747-1793), hijo del anterior 1793.

Renunció a su apellido en 1792 y eligió el nombre de Philippe Égalité.
- 1814 - 1896: Luis de Orleans (1814 - 1896), nieto del anterior, titulado por Luis XVIII; conservó su título bajo la Monarquía de Julio (por orden real de su padre Luis Felipe I).

#### Título de cortesía
- 1905 - 1970: Carlos Felipe de Orleans (1905-1970), bisnieto del anterior.[7]

#### Heredero teórico del título.
Jefe de la casa de Orléans.